# Detainment
Detainment é um filme de drama irlandês de 2018 escrito e dirigido por Vincent Lambe, acerca do assassinato de James Bulger. Como reconhecimento, foi nomeado ao Óscar 2019 na categoria de Melhor Curta-metragem.

## Elenco
- Ely Solan como Jon
- Leon Hughes como Robert
- Will O'Connell como Detective Dale
- David Ryan como Detective Scott
- Tara Breathnach como Susan Veneables

## Recepção
Denise Fergus, mãe de James Bulrger, afirmou que se sentia "enojada e chateada" com a nomeação do filme ao Óscar 2019, pois este havia sido feito sem o contato com a família. Além disso, abriu uma petição para que o Oscar considerasse o banimento do filme da premiação, angariando mais de 100.000 assinaturas. Vincent lambe, diretor do filme, afirmou que não retiraria o filme da corrida do Óscar, afirmando que iria contra o propósito do qual tinha sido planejado.